# Журнал заседаний Императорского Московского общества сельского хозяйства
«Журна́л заседа́ний Импера́торского Моско́вского о́бщества се́льского хозя́йства» — официальный журнал Императорского Московского общества сельского хозяйства.

## История
Начиная с 1863 года печатный орган Императорского Московского общества сельского хозяйства журнал «Сельское хозяйство» стал выходить под новым названием — «Журнал заседаний Императорского Московского общества сельского хозяйства».
Выходил в Москве с 1863 по 1868 год, нерегулярно, в период заседаний общества с ноября по май.
Посвящался вопросам рационального ведения помещичьего хозяйства на основе вольнонаемного труда. Предназначенный главным образом для членов Московского общества сельского хозяйства и для рассылки в другие сельскохозяйственные общества страны, журнал имел и частную подписку.
Публиковались протоколы заседаний общества, программы сельскохозяйственных выставок и отчеты о них, финансовые отчеты общества, его личный состав.
В 1864—1865 гг. издавался под названием «Журнал Императорского Московского общества сельского хозяйства», начиная с 1869 года — «Русское сельское хозяйство».